# Prix national de journalisme Simón Bolívar
Pour les articles homonymes, voir Simón Bolívar et Bolívar.
Le prix national de journalisme Simón-Bolívar est la plus haute distinction décernée en Colombie pour le journalisme professionnel. Il a été créé en 1975 par la compagnie d'assurances Seguros Bolivar qui le parraine depuis. Chaque lauréat reçoit un diplôme, une médaille d'or et une somme d'argent, selon la catégorie gagnante.